# Eli Long
Eli Long (16 juin 1837 – 5 janvier 1903) est un général de l'armée de l'Union pendant la guerre de Sécession.

## Avant la guerre
Long naît le 16 juin 1837 dans le comté de Woodford, au Kentucky, et est diplômé de l'institut militaire du Kentucky en 1855,. En 1856, il est nommé second lieutenant dans le 1st U.S.Cavalry, qui sert dans plusieurs avant-postes sur la frontière et, occasionnellement, luttant contre les Indiens hostiles. Il est promu au premier lieutenant le 1er mars 1861.

## Guerre de Sécession
Long sert sur le théâtre occidentale de la guerre de Sécession. Au début de la guerre, le 24 mai 1861, Long est promu capitaine dans le 1st U.S. Cavalry. Le 3 août 1861, il est transféré dans le 4th U.S. Cavalry. Au 31 décembre 1862, Long est blessé à l'épaule gauche lors de la bataille de Stones River, alors qu'il commande la compagnie K du régiment.
Le 23 février 1863, Long est nommé colonel du 4th Ohio Cavalry, un régiment qui, récemment, s'est rendu au guérillero confédéré, le brigadier général John Hunt Morgan. Long améliore le moral du régiment et le conduit lors de la campagne de Tullahoma. Il commande le régiment de la brigade de la deuxième brigade de la deuxième division, du corps de cavalerie du département du Cumberland entre mars 1863, et le 20 août 1864, servant y compris lors de la bataille de Chickamauga. Long est blessé au côté gauche lors de la bataille de Farmington, dans le Tennessee le 7 octobre 1863. Il se distingue lors de la campagne d'Atlanta où il subit une blessure à la tête lors de la bataille de Jonesboro, en Géorgie, le 20 août 1864 et des blessures au bras droit et à la cuisse droite lors de la bataille de Lovejoy's Station, en Géorgie, le 21 août 1864. Long obtient des brevets de commandant, lieutenant-colonel et de colonel dans l'armée régulière des États-Unis pour « bravoure et services méritoires » à la bataille de Farmington, à la bataille de Fort Sanders (Knoxville) dans le Tennessee et à la bataille de Lovejoy's Station en Géorgie, respectivement.
Le 18 août 1864, le président Abraham Lincoln nomme Long en tant que brigadier général de l'armée des volontaires, avec une date de prise de rang à partir du même jour. Le président soumet la nomination au Sénat des États-Unis le 12 décembre 1864 et le Sénat américain confirme la nomination le 14 février 1865. Entre le 16 novembre 1864 et le 2 avril 1865, Long commande la deuxième division du corps de cavalerie de la division militaire du Mississippi sous les ordres du major-général James H. Wilson. Le 2 avril 1865, à l'occasion du raid de Wilson, Long est gravement blessé à la tête lors de la bataille de Selma, en Alabama. Au cours de cette bataille qu'il mène la deuxième division lors d'une charge contre les retranchements qui aboutit à la prise de cette ville.
Pendant la guerre de Sécession, Long est blessé à cinq reprises et est également cité pour acte de bravoure à cinq reprises. Le 13 janvier 1866, le président Andrew Johnson propose Long pour une nomination au brevet de major-général des volontaires, avec une date de prise de rang au 13 mars 1865, et le Sénat américain confirme la nomination, le 12 mars 1866.

## Après-guerre
Long quitte le service des volontaires le 15 janvier 1866. Le 10 avril 1866, le président Andrew Johnson propose Long pour une nomination pour le brevet de brigadier général dans l'armée régulière des États-Unis, avec une date de prise de rang au 13 mars 1865, pour acte de bravoure lors de la bataille de Selma, et le Sénat américain confirme la nomination, le 4 mai 1866. Le 17 juillet 1866, le président Andrew Johnson propose Long pour une nomination pour le brevet de major général dans l'armée régulière, avec une date de prise de rang au 13 mars 1865, pour ses services au cours de la guerre, et le Sénat américain confirme la nomination le 23 juillet 1866.
Après avoir recouvré de la blessure subie lors de la bataille de Selma, Long est affecté au commandement du district militaire du New Jersey. Long part en retraite de l'armée américaine, avec le grade plein de major général des États-Unis, le 16 août 1867,,. Il vit ensuite à Plainfield, au New Jersey, gagnant sa vie en tant qu'avocat et greffier d'arrondissement. Il décède le 5 janvier 1903, après une opération dans un hôpital de New York City. Eli Long est enterré dans le cimetière de Hillside à Plainfield.